# اینزول
اینزول (به آلمانی: Insul) یک شهر در آلمان است که در اهرویلر واقع شده‌است. اینزول ۴۶۱ نفر جمعیت دارد.